# Gunung Simalie
Gunung Simalie är en kulle i Indonesien.   Den ligger i provinsen Aceh, i den västra delen av landet, 1 500 km nordväst om huvudstaden Jakarta. Toppen på Gunung Simalie är 141 meter över havet, eller 74 meter över den omgivande terrängen. Bredden vid basen är 0,97 km.
Terrängen runt Gunung Simalie är varierad. Havet är nära Gunung Simalie åt sydväst.Runt Gunung Simalie är det ganska tätbefolkat, med 100 invånare per kvadratkilometer. I omgivningarna runt Gunung Simalie växer i huvudsak städsegrön lövskog.